# Přestanice
Přestanice (deutsch: Pschestanitz, auch Sprestanitz) ist ein Ortsteil der Gemeinde Hlavňovice im tschechischen Okres Klatovy. Im Jahr 2011 lebten dort dauerhaft 32 Einwohner. Das Dorf liegt in der Katastralgemeinde Přestanice und hat eine Fläche von 11,04 Quadratkilometern.

## Geographie
Přestanice befindet sich am südöstlichen Fuße des erloschenen Vulkans Borek (865 m n.m.) auf einer Höhe von 670 m n.m.
Nachbarorte sind Horní Staňkov im Nordosten, Cihelna im Osten, Svojšice und Maršovice im Südosten, Libětice im Süden, Hlavňovice im Südwesten, Radostice und Stojanovice im Westen sowie Zahálka, Kouklovna und Velhartice im Nordwesten.

## Geschichte
Der Ort wurde erstmals im Jahr 1290 urkundlich erwähnt. Um das Jahr 1400 gab es eine mittelalterliche Festung im Ortsbereich.
Nach der Aufhebung der Patrimonialherrschaften bildete Přestanice einen Ortsteil der Gemeinde Milínov im Gerichtsbezirk Schüttenhofen. Ab 1868 gehörte das Dorf zum Bezirk Schüttenhofen. 1947 wurde die Gemeinde Přestanice gebildet, zu der die Ortsteile Cihelna, Hlavňovice, Horní Staňkov, Milínov, Orlov, Přestanice und Radostice gehörten. Im Zuge der Gebietsreform von 1960 wurde der Okres Sušice aufgehoben; Přestanice wurde dem Okres Klatovy zugeordnet, zugleich erfolgte die Bildung der neuen Gemeinde Hlavňovice.

## Galerie

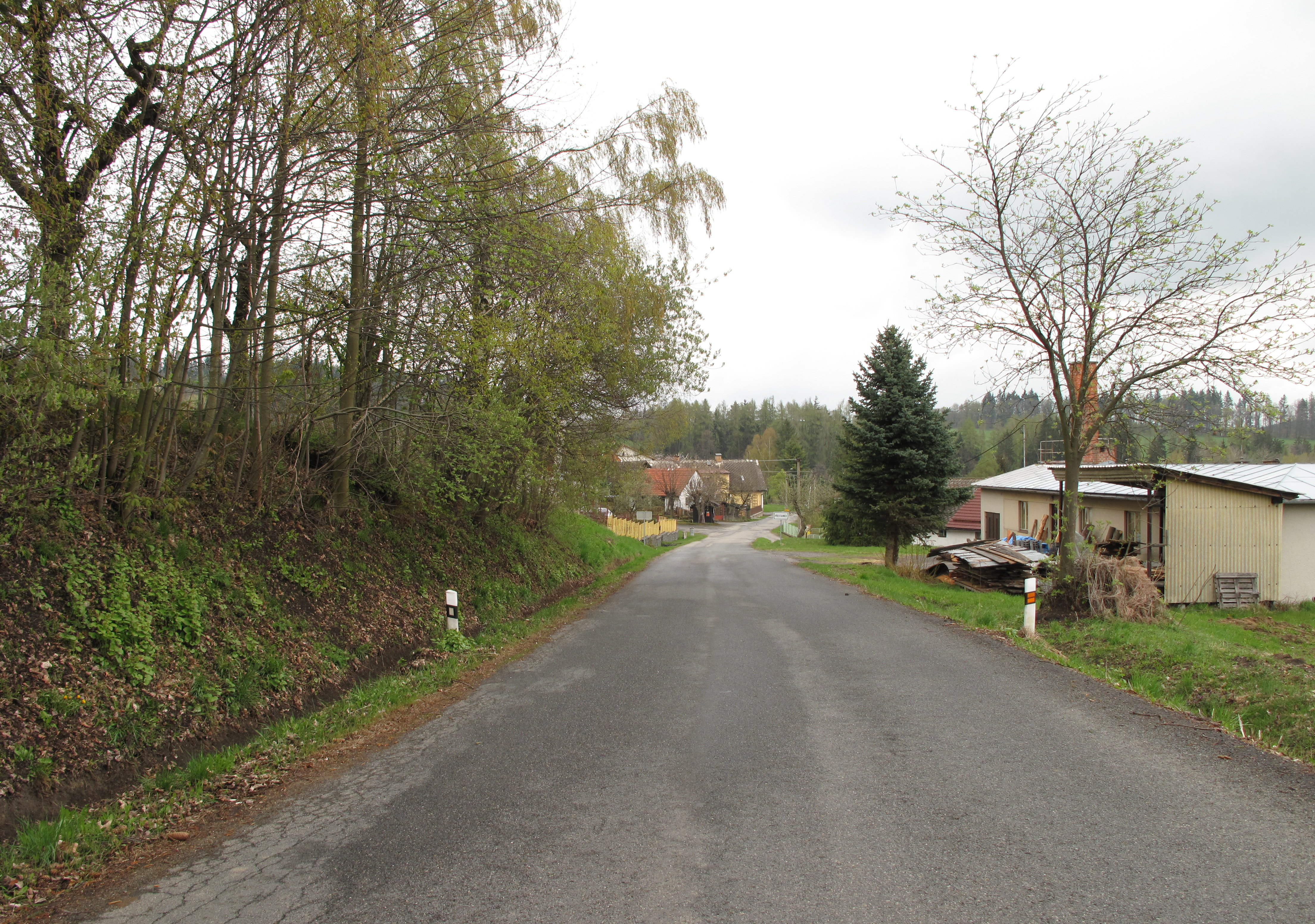
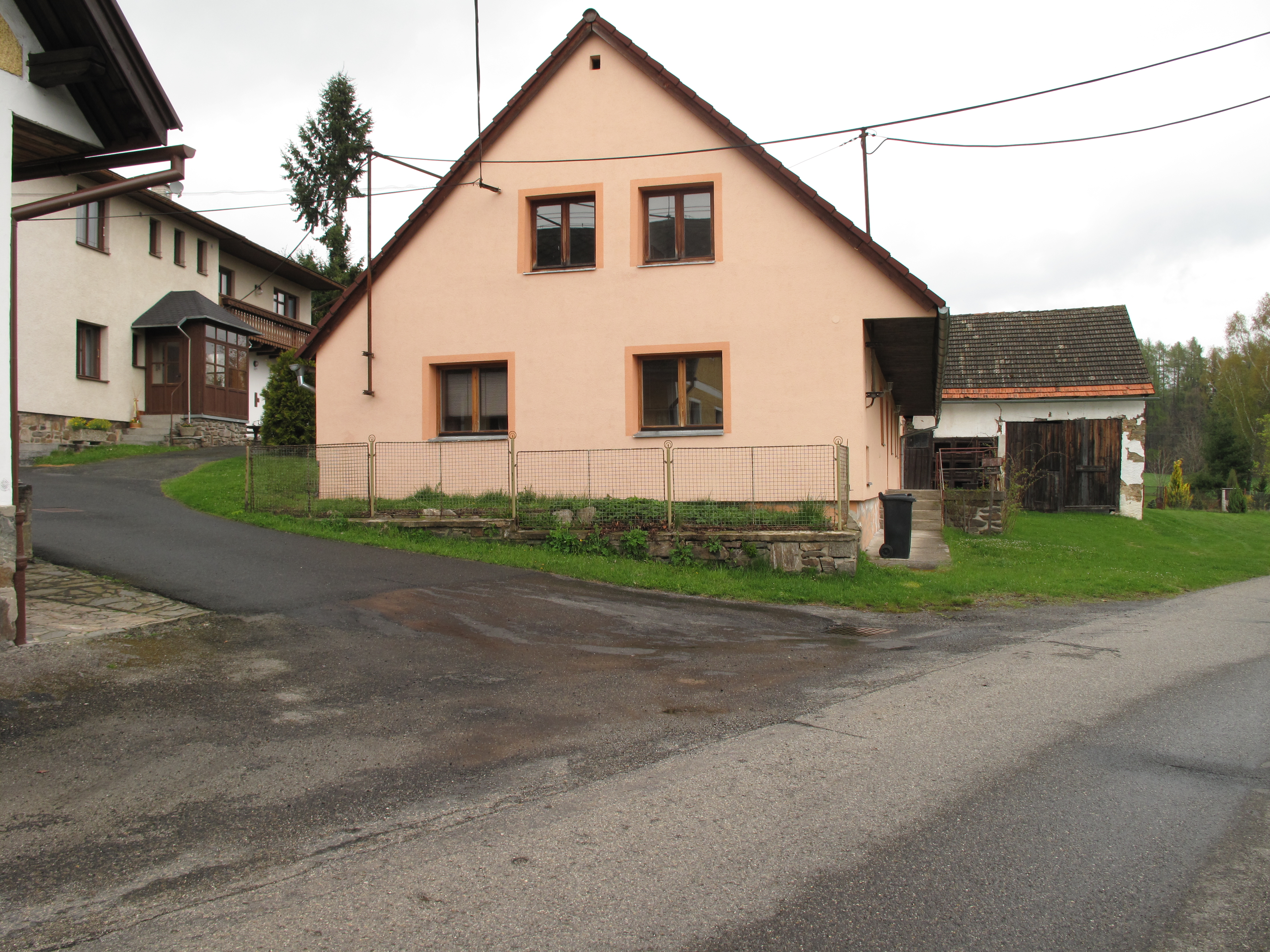
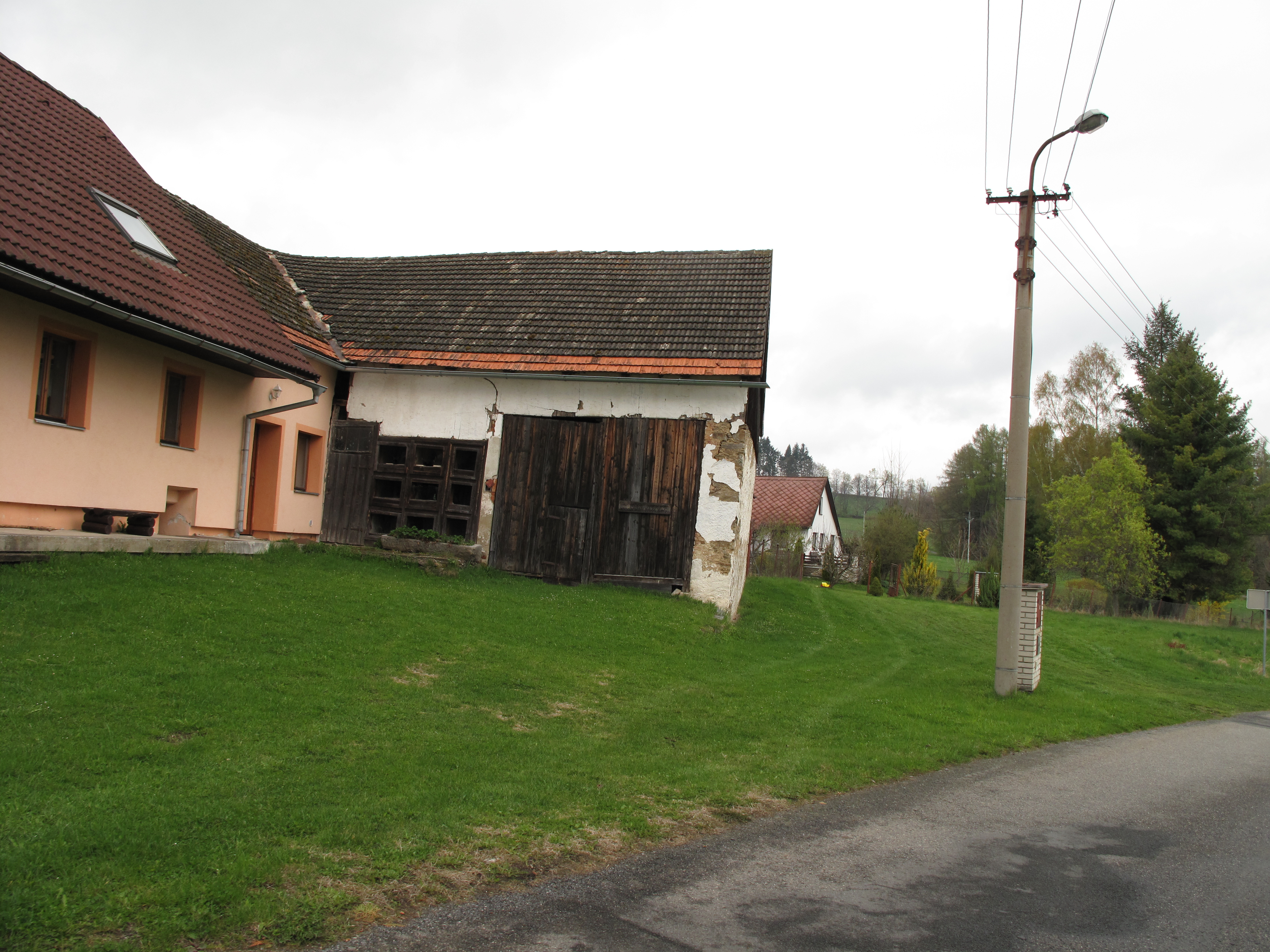